# Attikiriniouetch
Attikiriniouetch (Attik Iriniouetchs, Attikou Iriniouetz, Gens du Caribou), jedna od lokalnih skupina Naskapi Indijanaca (prema Evan Pritchardu) koja je obitavala sjeverno od jezera Manicouagan u kanadskoj provinciji Quebec. F. W. Hodge ih svrstava među Montagnaise. 
Njihovo ime, nastalo od ŭdi′kwininiwŭg 'caribou people' (prema W. J.) ukazuje da su bili lovci na karibua. Kulturno su pripadali Subarktičkom području. 
Na starim kartama označeni su pod imenima Attik Iriniouetchs (Bellin, map, 1755.),, Attikou Iriniouetz  (La Tour, map, 1779.) Gens du Caribou (Bellin, map, 1755.), Les Caribou (Lotter, map, ca. 1770)

## Vanjske poveznice
- Canadian Indian Bands, Gens and Clans